# The Story Goes...
The Story Goes... – trzeci album studyjny brytyjskiego piosenkarza R&B Craiga Davida wydany w 2005 roku przez wytwórnię Warner Records w Wielkiej Brytanii. Album wszedł (i osiągnął zarazem najwyższy poziom) na UK Albums Chart na #5 miejscu pod koniec 2005 roku. Album zadebiutował również na #9 miejscu na Australian ARIA Albums Chart w połowie 2005 roku.
Jednakże płyta nie została wydana w Stanach Zjednoczonych. Wynikło to z faktu, że kierownictwo Atlantic Records nie było pewne, czy album może zostać wydany w Ameryce. Ostatecznie w 2007 roku The Story Goes... został wydany cyfrowo i pojawił się w amerykańskich sklepach muzycznych.
Album uzyskał od BPI certyfikat podwójnej Platyny.

## Lista utworów

### Edycja Standardowa
| #   | Tytuł                                | Długość |
| --- | ------------------------------------ | ------- |
| 1.  | "All the Way"                        | 3.56    |
| 2.  | "Don’t Love You No More (I’m Sorry)" | 4.04    |
| 3.  | "Hypnotic"                           | 4.19    |
| 4.  | "Separate Ways"                      | 4.01    |
| 5.  | "Johnny"                             | 4.20    |
| 6.  | "Do You Believe in Love"             | 3.46    |
| 7.  | "One Last Dance"                     | 3.47    |
| 8.  | "Unbelievable"                       | 3.22    |
| 9.  | "Just Chillin'"                      | 4.41    |
| 10. | "Thief in the Night"                 | 4.26    |
| 11. | "Take 'Em Off"                       | 4.06    |
| 12. | "My Love Don’t Stop"                 | 4.12    |
| 13. | "Never Should Have Walked Away"      | 4.10    |
| 14. | "Let Her Go"                         | 4.02    |

### Limitowana Edycja
W edycji limitowanej dochodzi kilka dodatkowych materiałów, zremiksowanych utworów oraz teledysków. Limitowana edycja została wydana na dodatkowej płycie. Płyta zawiera następujące materiały:
- "Unbelievable" (Metro Mix)
- "All The Way" (H-Money Mix feat. Lyracis)
- "Don’t Love You No More (I’m Sorry)" (Redstar Remix)
- "All The Way" (na żywo w Seulu – wrzesień 2005)
- "Don’t Love You No More (I’m Sorry)" (na żywo w Seulu – wrzesień 2005)
- "Rise & Fall" (na żywo w Seulu – wrzesień 2005)
- "Walking Away" (na żywo w Seulu – wrzesień 2005)
- "Don’t Love You No More (I’m Sorry)" (teledysk)
- "7 Days" (teledysk)

## Wykresy
| Wykres (2005/2006)                     | Najlepsza pozycja | Certyfikat |
| -------------------------------------- | ----------------- | ---------- |
| Austrian Albums Chart                  | 46                |            |
| Australian ARIA Albums Chart           | 9                 |            |
| Belgium Albums Chart (Flandria)        | 5                 |            |
| Belgium Albums Chart (Region Waloński) | 7                 |            |
| Dutch Albums Chart                     | 6                 |            |
| Danish Albums Chart                    | 3                 |            |
| Finnish Albums Chart                   | 5                 |            |
| French Albums Chart                    | 5                 |            |
| German Albums Chart                    | 13                |            |
| Ireland Albums Chart                   | 45                |            |
| Italian Albums Chart                   | 5                 |            |
| New Zealand Albums Chart               | 34                |            |
| Poland Albums Chart                    | 12                |            |
| Spanish Albums Chart                   | 2                 |            |
| Sweden Albums Chart                    | 11                |            |
| Swiss Albums Chart                     | 3                 |            |
| UK Albums Chart                        | 5                 | 2x Platyna |
| World Albums Chart                     | 9                 |            |